# Francesco Antommarchi
Francesco Carlo Antommarchi (5. července 1780 na Korsice – 3. dubna 1838 v Santiagu de Cuba) byl lékař Napoleona Bonaparta na ostrově Svatá Helena.

## Životopis
Antommarchi studoval na lékařské fakultě v Pise a v roce 1812 se stal prokurátorem v nemocnici Santa Maria ve Florencii. Na žádost kardinála Josepha Fesche byl Antommarchi v roce 1818 pověřen lékařskou péčí o Napoleona Bonaparteho v jeho exilu na Svaté Heleně. Napoleonovo odmítnutí Antommarchiho brzy ustoupilo familiárnosti, která následně vedla k daru 100 000 franků.
Dne 7. května 1821 Antommarchi vyrobil sádrový odlitek Napoleonovy tváře. Z této posmrtné masky byly později vyrobeny další bronzové odlitky, některé z nich podepsal Antommarchi. Po císařově smrti Antommarchi prohlásil, že nezemřel na rakovinu žaludku, ale na horečku zuřící na ostrově, a odmítl podepsat pitevní zprávu. Antommarchi se poté přes Anglii vrátil do Itálie. Tam ho arcivévodkyně (a bývalá španělská královna) Marie Lujza Bourbon-Parmská odmítla podpořit. Antommarchi se na nějakou dobu usadil v Paříži, kde mohl mimo jiné v roce 1823 vydat své dílo Mémoires ou les derniers moments de Napoléon (Paměti aneb poslední okamžiky Napoleona).
Politicky zainteresovaný Antommarchi odešel do Polska a během listopadového povstání ve Varšavě v roce 1830 převzal vedení tamních zdravotnických zařízení, ale brzy se vrátil do Paříže. Na konci roku 1831 se Antommarchi chtěl znovu uchytit ve své rodné zemi, ale neuspěl, protože podle jeho vlastních slov se „již v ničem nepodobala jeho Itálii“. Později odešel do Západní Indie a tam zemřel ve věku asi 58 let 3. dubna 1838 v Santiagu de Cuba. Místo svého posledního odpočinku našel na místním hřbitově, kde mu byl za jeho dobročinnost vztyčen pomník.
Podle Antommarchiho je pojmenován rostlinný rod Antommarchia z čeledi rutovitých (Rutaceae).